# Жициньский, Юзеф
Ю́зеф Мирослав Жици́ньский (пол. Józef Mirosław Życiński; 1 сентября 1948, Нова Весь близ Пётркова-Трибунальского — 10 февраля 2011, Рим) — католический прелат, епископ Тарнува с 4 ноября 1990 года по 14 июня 1997 год, архиепископ Люблина с 14 июня 1997 года по 10 февраля 2011 год, член Польской академии наук и зарубежный член Российской академии естественных наук.

## Биография
Обучался в ченстоховской Высшей духовной семинарии, по окончании которой 21 мая 1972 года был рукоположён в священника. 
29 сентября 1990 года был назначен епископом Тарнува. 4 ноября 1990 года был рукоположён в епископа. 14 июня 1997 года был назначен архиепископом Люблина.
Кандидат наук с 1976 года, доктор с 1980 года. Кроме того, доктор honoris causa Люблинской сельскохозяйственной академии (2004), Ягеллонского университета (2005) и Медицинской Академии в Люблине (2007).
Автор более чем 30 книг.

## Награды
17 февраля 2011 г. Президент Польши Бронислав Коморовский наградил посмертно Ю. Жици́ньского Большим крестом ордена Возрождения Польши.

## Источник
- Andrzej Niedojadło (red. nacz.), Encyklopedia Tarnowa, Tarnowskie Towarzystwo Kulturalne, Tarnów 2010, ISBN 978-83-87366-96-4, ss. 353–354.